# Chiese di Mistretta

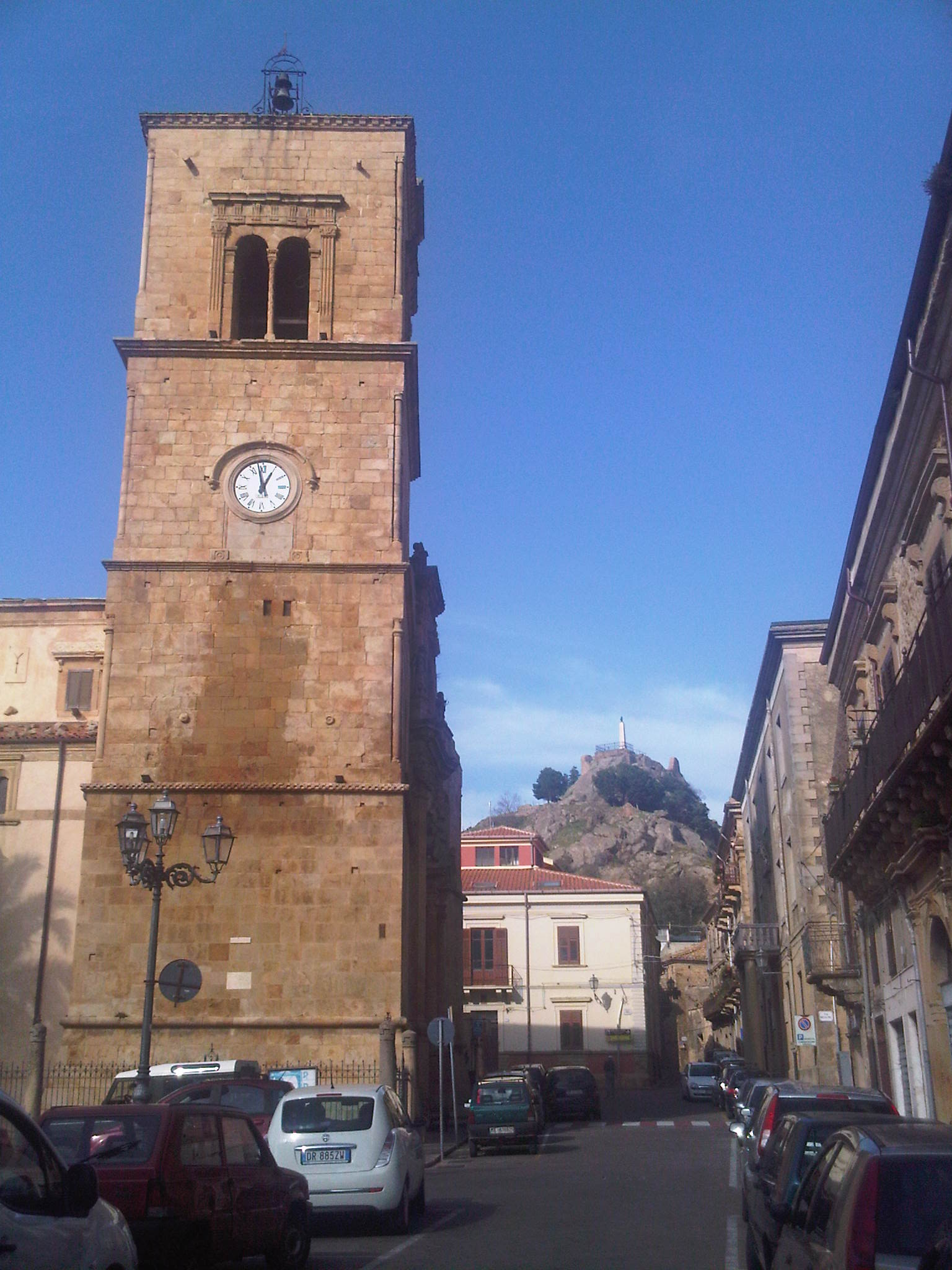
Il campanile della chiesa madre

Le chiese di Mistretta sono numerose (25), e la loro storia accompagna quella della cittadina da diversi secoli, segnandone la storia religiosa, sociale e artistica.

## Chiesa di Santa Lucia
La Chiesa di Santa Lucia, è la chiesa madre di Mistretta, risalente al XII secolo.
Il 31-10-2016 è stata elevata a Santuario Madonna dei Miracoli.

## Chiesa della Santissima Trinità
La chiesa della Santissima Trinità, o di San Vincenzo, d'origine normanna, è da tutti erroneamente chiamata chiesa di San Vincenzo poiché al suo interno si venera il Santo.
Nel 1101 venne donata dal conte Ruggero all'Abbazia della Santissima Trinità di Mileto, in Calabria. Il prospetto del XVII secolo raffigurante la Santissima Trinità con tre figure umane uguali, è affiancato da due agili campanili culminanti a guglie coniche rivestite di tessere policrome in ceramica. In seguito di modifiche apportate nel 1661 la chiesa venne ampliata e ridotta a pianta quasi ellittica e arricchita di altari.
Nei primi del Novecento sul frontone della chiesa fu inserita la statua dell'Angelo nella bara scolpita da Noè Marullo.

## Chiesa del Santissimo Salvatore
È una piccola chiesa ad una navata, che non è possibile datare, molto probabilmente è di epoca bizantina come dimostrerebbe l'affresco raffigurante il Cristo Pantocratore datato dopo un recente restauro al Duecento. In questo piccolo luogo di culto, si pratica l'adorazione perpetua del Santissimo Sacramento.

## Chiesa di San Francesco d'Assisi
La chiesa di San Francesco d'Assisi era inglobata nel monastero delle benedettine, che vi dimorarono fino al 1569, quando lo cedettero ai Padri Cappuccini trasferendosi nel nuovo monastero di Santa Maria del Soccorso.
Fu solo nel 1604 che i Cappuccini ampliarono la chiesa, costituita da un'unica navata ricca di sculture lignee e dipinti. Tra le opere più interessanti conservate in questa chiesa ricordiamo la Pala della Madonna degli Angeli di Scipione Pulzone del 1588, l'altare Maggiore ligneo del sac. Biffarella del 1742, la Sacra Famiglia con Sant'Anna e Angeli del 1599, la Deposizione (XVI sec) attribuita ad Antonello de Saliba e un Crocifisso ligneo con 68 formelle ognuna delle quali è un reliquario.

## Chiesa di San Nicolò
Costruita nel medioevo, intitolata a San Nicola da Tolentino, è stata la prima chiesa madre del paese. In stile neoclassico, è stata ampliata nel 1572, con la costruzione del campanile. Dopo un incendio, nel 1818 fu ristrutturata. Nel 2014 il campanile è stato colpito da un fulmine e nel 2016 è stato restaurato.

## Chiesa di San Sebastiano

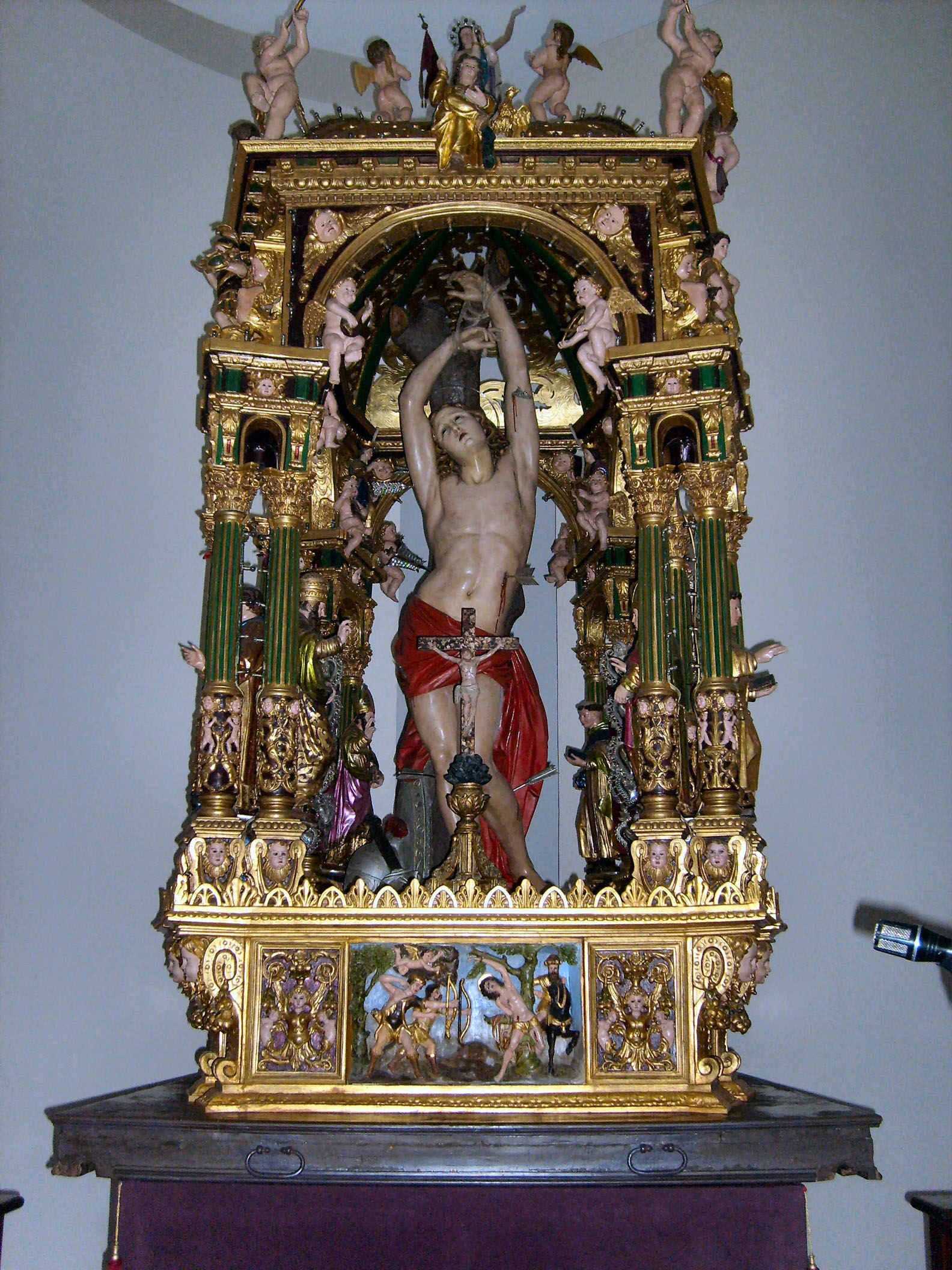
La vara di San Sebastiano

La chiesa è stata costruita nel XVI secolo, di pianta basilicale a tre navate con colonne monolitiche in pietra. Nel 1603, fu realizzato il portale principale con la lunetta ogivale.
Sempre del XVI secolo è la prima statua lignea, policroma e con parti dorate, che raffigura San Sebastiano, patrono della città di Mistretta a cui la chiesa è dedicata. Intorno al 1670 fu edificato il campanile a quattro ordini sovrastati da una cupola a bulbo.
Nel tempo la chiesa ha subito alcune modifiche: alla fine dell'Ottocento la facciata principale è stata ricoperta da intonaco e sono stati inseriti, sull'architrave del portone principale e sulle porte laterali, dei bassorilievi in stucco raffiguranti rispettivamente scene del martirio del Santo e alcuni angeli.
Nel 1967 un sisma provocò danni tali da costringere a ricostruire buona parte dell'edificio; l'interno ne ha subito maggiormente le conseguenze, essendo stato modificato in maniera quasi radicale.
Nella chiesa sono gelosamente custoditi il fercolo del santo protettore di Mistretta, San Sebastiano, con il simulacro, scolpiti rispettivamente da Noé Marullo tra il 1886 ed il 1904, e dai fratelli Li Volsi nel 1610, e il simulacro rappresentante gli Angeli che sorreggono una teca con le Reliquie del Santo.
Da questa chiesa ha inizio l'imponente processione per la Festa di San Sebastiano, che si svolge due volte all'anno, il 20 gennaio e il 18 agosto.

## Chiesa di Santa Caterina
Costruita tra il XIII ed il XIV secolo la chiesa è dedicata a Santa Caterina di Alessandria. Era piccolissima e si trovava fuori dalle mura. Nel 1493 vi fu posta la statua marmorea della Santa, attribuita da alcuni a Giorgio da Milano, mentre da altri ad Andrea Mancino ed Antonio Vanella, accompagnata da attributi iconografici generali, come la corona, e specifici, come la spada, la ruota dentata e il libro aperto.
Sul plinto, di forma poligonale, vi è raffigurata al centro la Santa in preghiera, incoronata dagli Angeli, tra due ruote dentate ed affiancata da due gruppi di tre confrati incappucciati, probabilmente i committenti dell'opera. Nel XVI secolo i cospicui interventi di ampliamento determinano il delinearsi della configurazione definitiva a pianta basilicale con tre navate, transetto e abside.
Al 1547 risalgono gli archi a tutto sesto sostenute da colonne monolitiche con capitelli compositi e rinascimentali, e le basi istoriate. Nel 1569 viene aperto il portale principale, a due ordini, con l'architrave sorretto da mensole laterali sovrastati da un arco a sesto acuto. Nel 1572, lo scultore Baldassarre di Massa scolpì una Cona marmorea, che circonda il simulacro della Santa, dove sono raffigurati, ai lati, Sant'Antonio di Padova e San Marco, con una cornice di otto formelle in sequenza verticale ed una orizzontale superiore, decorate con episodi tratti dal martirio della Santa.
Risale al 1637 il prospetto, come testimoniato dall'iscrizione che troviamo sul lato destro della facciata.
Nel 1722, fu edificato il campanile con guglia conica formata da cunei di terracotta smaltati di diverso colore che negli anni cinquanta venne sostituita da un'inutile quanto antiestetica terrazza. Interessante l'acquasantiera marmorea rinascimentale, con Santa Caterina ed Angeli, e l'Altare Maggiore, realizzato con marmi misti policromi, arricchito anteriormente da un paliotto ricamato in oro e argento, della prima metà del Settecento, attribuito a Cosimo Cannizzaro.
Dal 1750 in poi molti cambiamenti hanno modificato l'aspetto esterno ed interno della chiesa, come la soppressione delle cappelle laterali, per edificare la sala parrocchiale.

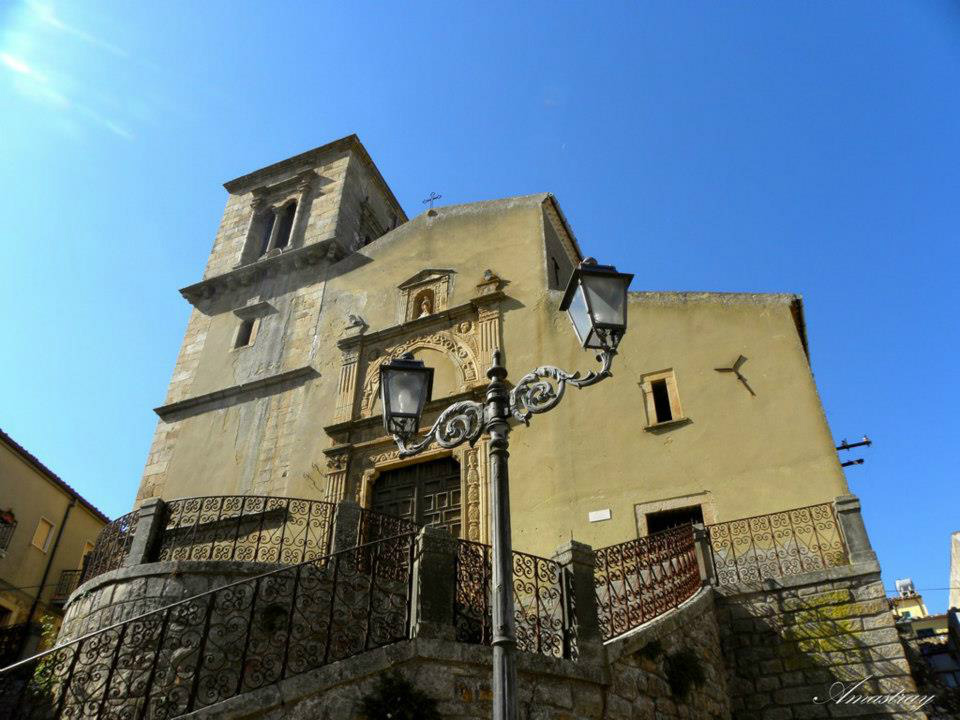
La chiesa di San Giovanni

## Chiesa di San Giovanni Battista
La chiesa di San Giovanni Battista fu costruita nel 1534, come testimonia la scritta sull'architrave del portale principale. Originariamente a pianta basilicale, fu trasformata a croce latina nel 1818. Nello stesso periodo ne venne modificato l'aspetto interno, che si presenta in chiave neoclassica; le colonne e le pareti furono ricoperte da stucchi e venne realizzata la copertura a volta delle cappelle laterali della zona absidale.
L'opera più preziosa custodita nella cappellina a sinistra del transetto è il Cristo che porta la croce in legno dorato punzonato con capelli umani, donati per voto. Notevoli sono anche la statua in cartapesta della Madonna Assunta realizzata da Noé Marullo, la tela centrale, raffigurante "Il battesimo di Gesù".
Il prospetto principale è in stile romanico, con una doppia scalinata semicircolare che conduce all'ingresso principale affiancato da due leoni in pietra recanti simboli liturgici.

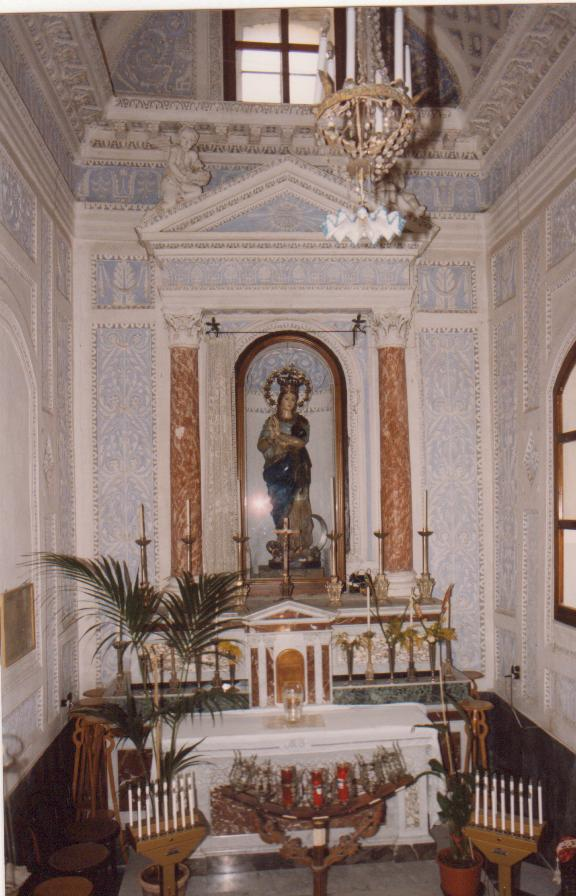
Interno della chiesa di San Nicola

## Le altre chiese
- Chiesa del Carmine (paliotto seicentesco) (XVI secolo)
- Chiesa di San Giuseppe (esistente già nel 1595)
- Chiesa del Purgatorio (1669)
- Chiesa dell’Annunziata (XVII secolo)
- Chiesa del Santissimo Rosario (XV secolo)
- Santuario Madonna della Luce (fondata tra il XIV – XVI secolo)
- Chiesa privata nobiliare “S. Croce” (già esistente nel 1575)
- Chiesa di San Pietro (esistente già nel 1500)
- Chiesa di Santa Rosalia (XVII secolo)
- Chiesa di Sant'Antonio da Padova (XVI secolo)
- Chiesa di San Biagio (XVI secolo)
- Chiesa di San Luca o chiesa della Madre di Rivinusa (XV secolo)
- Chiesa dei Santi Cosma e Damiano (XV sec)
- Chiesa di Santa Maria di Gesù (XVI- XVII)
- Chiesa di Santa Sofia/Madonna dei Miracoli (nella seconda metà dell'800 venne la cappella venne ricostruita e intitolata alla Madonna dei Miracoli).
- Chiesa della Madonna delle Grazie e San Pio da Pietrelcina (XX secolo)
- Chiesa di Sant'Antonio abate
- Chiesa Madre Taghiavia[4]